# Buddenbrook-Syndrom
Das Buddenbrook-Syndrom ist eine sehr seltene, aber umso mehr gefürchtete Fehldiagnose in der Zahnmedizin. Zahnschmerzenähnliche Beschwerden im Unterkiefer, bevorzugt der linken Seite, führen zum Aufsuchen eines Zahnarztes. Sollte sich tatsächlich ein medizinisches Korrelat finden lassen, beispielsweise ein pulpitischer oder devitaler, eitriger Zahn, bleibt die Primärursache unentdeckt, nämlich eine koronare Herzerkrankung, was lebensbedrohlich sein kann.

## Geschichte
Der spätantike Arzt Caelius Aurelianus (Tardae passiones II, 84) berichtet, Herophilos von Chalkedon und Herakleides von Tarent, zwei hochangesehene Autoritäten der antiken Heilkunst, hätten darauf hingewiesen, dass Menschen an der Extraktion eines Zahnes versterben können. Da es sich hier kaum um die hinlänglich bekannten Risiken jedes chirurgischen Eingriffes am menschlichen Körper handeln dürfte, muss ein besonders dramatischer Behandlungszwischenfall gemeint sein. Der Medizinhistoriker Ferdinand Peter Moog deutet dieses Zeugnis als Hinweis darauf, dass Herophilos der Erstbeschreiber des Buddenbrook-Syndroms gewesen sei. Caelius Aurelianus wendet sich offensichtlich einerseits gegen einen übereilten zahnärztlichen Aktionismus. Vor allem aber dient sein Verweis auf die herausragenden Autoritäten dazu, den Zahnarzt vor möglichen Vorwürfen bei tödlichen Behandlungszwischenfällen zu schützen.

## Herkunft der Bezeichnung
Das Buddenbrook-Syndrom wurde nach Thomas Manns Roman Buddenbrooks benannt, in dem einer der Protagonisten, Thomas Buddenbrook, nach misslungener Extraktion eines entzündeten Zahnes im Januar 1876 stirbt, was unter seinen Mitbürgern großes Erstaunen auslöst, denn "an einem Zahne stirbt man doch nicht" da ihnen die wahre Ursache nicht bekannt ist (X, 7.). Der Begriff „Buddenbrook-Syndrom“ zählt infolge seiner Herleitung zu den so genannten literarischen Syndromen, ist aber hauptsächlich auf den deutschsprachigen Raum beschränkt.

## Differentialdiagnose
- Zahnschmerzen